# Rimae Hase
Rimae Hase es un sistema de grietas situado en el borde sureste de la cara visible de la Luna.  Recibe su nombre del cráter Hase. Con una longitud de más de 250 kilómetros, se extiende en dirección sureste hasta aproximarse al cráter satélite Marinus O, donde termina. El sistema de estrías también se desarrolla transversalmente, atravesando los cráteres Hase D y Hase, siendo además tangente al borde de Petavius, donde se desvanece.
Sus coordenadas características son:
- Centro de las rimae: 34°43′S 67°47′E / -34.71, 67.78

- Extremo noroeste: 32°03′S 63°44′E / -32.05, 63.73

- Extremo sureste: 36°40′S 71°03′E / -36.67, 71.05

La denominación del cráter fue establecida en 1985 por la UAI conmemorando al matemático alemán Johann Matthias Hase.